# ترانووا ساپو مینولیو
ترانووا ساپو مینولیو (به ایتالیایی: Terranova Sappo Minulio) یک کومونه در ایتالیا است که در استان رجو کالابریا واقع شده‌است. ترانووا ساپو مینولیو ۹٫۰ کیلومتر مربع مساحت و ۵۵۶ نفر جمعیت دارد و ۲۵۰ متر بالاتر از سطح دریا واقع شده‌است.